# Салах ад-Дин (област)
Салах ад-Дин е една от 18-те области на Ирак. Кръстена е на султана на Сирия и Египет Салах ад-Дин. Населението ѝ е 1 595 235 жители (по оценка от юли 2018 г.), а площта 24 363 km2. Областен център е град Тикрит, в който е роден Салах ад-Дин и близо до който е роден Садам Хусейн.